# Saint-Martin-aux-Buneaux
Saint-Martin-aux-Buneaux – miejscowość i gmina we Francji, w regionie Normandia, w departamencie Sekwana Nadmorska.
Według danych na rok 1990 gminę zamieszkiwało 590 osób, a gęstość zaludnienia wynosiła 72 osoby/km² (wśród 1421 gmin Górnej Normandii Saint-Martin-aux-Buneaux plasuje się na 396. miejscu pod względem liczby ludności, natomiast pod względem powierzchni na miejscu 451.).